# Cypselurus comatus
Cypselurus comatus är en fiskart som först beskrevs av Samuel Latham Mitchill, 1815.  Cypselurus comatus ingår i släktet Cypselurus och familjen Exocoetidae. Inga underarter finns listade i Catalogue of Life.